# En quête d'actualité
En quête d'actualité est une émission de télévision française diffusée sur D8 du 10 octobre 2012 au 31 août 2016 et présentée par Guy Lagache.

## Diffusion
Durant la saison 2012-2013, l'émission est programmée en première partie de soirée, un mercredi sur deux, en alternance avec En quête de solutions. À partir de septembre 2013, elle devient hebdomadaire, tous les mercredis soir.

## Audiences saison 2012-2016
| N° | Titre émission                                                                                         | Date             | Spectateurs | Part de marché |
| -- | --- | ---------------- | ----------- | -------------- |
| 1  | Caïds des cités : le nouveau grand banditisme                                                          | 10 octobre 2012  |             |                |
| 2  | Marseille face au crime : enquête sur la ville la plus chaude de France                                | 10 octobre 2012  |             |                |
| 3  | Quand les chauffards nous mettent en danger : enquête sur les nouvelles menaces de la route            | 17 octobre 2012  |             |                |
| 4  | Accident, alcool, vitesse... les rues de Paris sous haute surveillance                                 | 17 octobre 2012  |             |                |
| 5  | Arnaque à la sécu, tromperies aux ASSEDIC : Comment traquer les fraudeurs ?                            | 24 octobre 2012  |             |                |
| 6  | Travail au noir, travail illégal : Enquête sur la France qui triche                                    | 24 octobre 2012  |             |                |
| 7  | Produits du terroir : attrape gogo                                                                     | 7 novembre 2012  |             |                |
| 8  | La face cachée des urgences : sommes-nous vraiment bien soignés ?                                      | 21 novembre 2012 |             |                |
| 9  | Coulisses d'une maternité : l'aventure de la vie                                                       | 21 novembre 2012 |             |                |
| 10 | Jusqu'où peut-on vivre à crédit ?                                                                      | 28 novembre 2012 |             |                |
| 11 | Révélations sur la France des passe-droits et des pistons                                              | 5 décembre 2012  |             |                |
| 12 | Francs-maçons au cœur de la République                                                                 | 5 décembre 2012  |             |                |
| 13 | Repas de Noël : jusqu'où vont-ils pour casser les prix ?                                               | 19 décembre 2012 |             |                |
| 14 | Fêtes de Noël : le jackpot des grands magasins                                                         | 19 décembre 2012 |             |                |
| 15 | Truffe : la guerre du diamant noir                                                                     | 19 décembre 2012 |             |                |
| 16 | Accidents de ski : les urgences de l'extrême                                                           | 2 janvier 2013   |             |                |
| 17 | Pêcheurs en haute mer : le métier de tous les dangers                                                  | 2 janvier 2013   |             |                |
| 18 | Recherche nounous désespérément : enquête sur les galères de la garde d'enfant                         | 16 janvier 2013  |             |                |
| 19 | Les héros de l'hôpital Necker : ils se battent pour sauver des enfants                                 | 16 janvier 2013  |             |                |
| 20 | Mon bébé vient au monde trop tôt : Le combat pour la vie                                               | 16 janvier 2013  |             |                |
| 21 | Psychiatrie : comment gérer la folie ?                                                                 | 23 janvier 2013  |             |                |
| 22 | Les secrets des nuits de Pigalle                                                                       | 23 janvier 2013  |             |                |
| 23 | Pouvoir d'achat : révélations sur les secrets du crédit à la consommation                              | 30 janvier 2013  |             |                |
| 24 | Hypermarché : des bas prix à quel prix ?                                                               | 30 janvier 2013  |             |                |
| 25 | Électroménager, bijoux, mobilier : la nouvelle filière des bonnes affaires                             | 30 janvier 2013  |             |                |
| 26 | La Jonquera, paradis des maisons closes                                                                | 13 février 2013  |             |                |
| 27 | Enquête dans les coulisses d'un supermarché                                                            | 20 février 2013  |             |                |
| 28 | Les héros de l'hôpital Necker : enquête sur ces médecins qui sauvent nos enfants                       | 27 février 2013  |             |                |
| 29 | Meurtres, faits divers : enquête au cœur de la police scientifique                                     | 13 mars 2013     |             |                |
| 30 | Braderie de Lille : la chasse aux bonnes affaires                                                      | 20 mars 2013     |             |                |
| 31 | Plats cuisinés, viandes, fast-food : ce que cache l'alimentation pas chère                             | 27 mars 2013     |             |                |
| 32 | Repas de famille : jusqu'où vont-ils pour casser les prix ?                                            | 27 mars 2013     |             |                |
| 33 | Bricolage, réparations, travaux : quand ma maison devient un cauchemar                                 | 3 avril 2013     |             |                |
| 34 | Immobilier : jusqu'où faut-il aller pour se loger ?                                                    | 3 avril 2013     |             |                |
| 35 | Accidents, malaises, faits divers : au cœur des urgences hospitalières                                 | 10 avril 2013    |             |                |
| 36 | Police scientifique : quand les «vrais experts» mènent l'enquête                                       | 10 avril 2013    |             |                |
| 37 | Permis de conduire : la guerre des points                                                              | 24 avril 2013    |             |                |
| 38 | Usurpation d'identité, pièges sur internet et loteries frauduleuses : enquête sur les nouveaux escrocs | 1er mai 2013     |             |                |
| 39 | Argent, privilèges, passe-droits : révélations sur le train de vie de ceux qui nous gouvernent         | 8 mai 2013       |             |                |
| 40 | Restauration, alimentaire : vous mangez, ils s'enrichissent !                                          | 15 mai 2013      |             |                |
| 41 | Manger sain et pas cher : comment ils révolutionnent nos assiettes !                                   | 15 mai 2013      |             |                |
| 42 | Brocante et bonnes affaires : Enquête dans le plus grand marché d'antiquités au monde                  | 22 mai 2013      |             |                |
| 43 | Produits moins chers, imitations, copies: les nouveaux dangers de la contrefaçon                       | 29 mai 2013      | 812 000     | 3%             |
| 44 | Corse : paradis des touristes ou paradis des magouilles ?                                              | 5 juin 2013      | 1 187 000   | 4,8%           |
| 45 | Plage, excès, délinquance : la face cachée de la Côte d'Azur                                           | 12 juin 2013     | 1 017 000   | 4%             |
| 46 | Apéros, grillades et produits frais : la vérité sur ce que nous mangeons l'été                         | 21 juin 2013     | 795 000     | 3,8%           |
|    | Alimentaire : Faut-il Se Passer Des Plats Industriels ?                                                | 2015             |             |                |
|    | Steak hachés : Jusqu'où vont-ils pour casser les prix ?                                                | 2015             |             |                |
|    | Restaurants : Comment les plats industriels ont envahi nos assiettes ?                                 | 2015             |             |                |